# Сичівка (Амурська область)
Сичівка (рос. Сычёвка) — село у Свободненському районі Амурської області Російської Федерації. Розташоване на території українського історичного та етнічного краю Зелений Клин.
Входить до складу муніципального утворення Сичівська сільрада. Населення становить 582 особи (2018).

## Історія
4 січня 1926 року відповідно до Декрету ВЦВК РРФСР село увійшло до складу Свободненського району Амурського округу Далекосхідного краю. З 20 жовтня 1932 року входить до складу новоутвореної Амурської області.
З 1 січня 2006 року органом місцевого самоврядкування є Сичовська сільрада.

## Населення
| 2002 | 2010 | 2012 | 2013 | 2014 | 2015 | 2016 |
| ---- | ---- | ---- | ---- | ---- | ---- | ---- |
| 654  | ↘585 | ↘582 | ↗585 | ↗591 | ↘579 | ↗591 |
| 2017 | 2018 |      |      |      |      |      |
| ↘579 | ↗582 |      |      |      |      |      |